# I liga 1956-1957 (pallacanestro maschile)
La I liga 1956-1957 è stata la 23ª edizione del massimo campionato polacco di pallacanestro maschile. La vittoria finale è stata ad appannaggio del Legia Varsavia.

## Risultati

### Stagione regolare
|     | Squadra           | G  | V  | P  | PF   | PS   | Qualificazione        |
| --- | ----------------- | -- | -- | -- | ---- | ---- | --------------------- |
| 1.  | Legia Varsavia    | 15 | 12 | 3  | 1053 | 897  |                       |
| 2.  | Polonia Varsavia  | 15 | 9  | 6  | 965  | 903  |                       |
| 3.  | Wisła Cracovia    | 15 | 11 | 4  | 1010 | 836  |                       |
| 4.  | AZS Varsavia      | 15 | 9  | 6  | 948  | 868  |                       |
| 5.  | Lech Poznań       | 15 | 9  | 6  | 922  | 920  |                       |
| 6.  | ŁKS Łódź          | 15 | 7  | 8  | 917  | 928  |                       |
| 7.  | Śląsk Breslavia   | 15 | 9  | 6  | 906  | 840  |                       |
| 8.  | AZS Toruń         | 15 | 10 | 5  | 935  | 894  |                       |
| 9.  | Gwardia Breslavia | 15 | 8  | 7  | 936  | 951  |                       |
| 10. | Olimpia Poznań    | 15 | 5  | 10 | 821  | 1005 |                       |
| 11. | Sparta Danzica    | 15 | 1  | 14 | 805  | 775  | retrocesse in II liga |
| 12. | Wybrzeże Danzica  | 15 | 2  | 13 | 783  | 934  | retrocesse in II liga |

| I liga 1956-1957         |
| ------------------------ |
| Legia Varsavia 2º titolo |

## Formazione vincitrice
| N° | Naz.               | Ruolo | Sportivo            |  | Alt. |  |
| -- | ------------------ | ----- | ------------------- |  | ---- |  |
|    | Polonia (bandiera) | C     | Jan Appenheimer     |  |      |  |
|    | Polonia (bandiera) | G     | Jędrzej Bednarowicz |  |      |  |
|    | Polonia (bandiera) |       | Władysław Buczak    |  |      |  |
|    | Polonia (bandiera) |       | Marian Golimowski   |  |      |  |
|    | Polonia (bandiera) | C     | Leszek Kamiński     |  | 186  |  |
|    | Polonia (bandiera) |       | Kazimierz Lubelski  |  |      |  |
|    | Polonia (bandiera) |       | Stefan Majer        |  |      |  |
|    | Polonia (bandiera) | C     | Władysław Pawlak    |  | 197  |  |
|    | Polonia (bandiera) |       | Mirosław Popławski  |  |      |  |
|    | Polonia (bandiera) |       | Zdzisław Popławski  |  |      |  |
|    | Polonia (bandiera) | G     | Andrzej Pstrokoński |  | 185  |  |
|    | Polonia (bandiera) |       | Ryszard Żochowski   |  |      |  |
|    | Polonia (bandiera) | All.  | Tadeusz Ulatowski   |  |      |  |